# Biskopper ved Hólar
Nedenstående liste over biskopper ved Hólar er den historisk række af katolske og protestantiske biskopper ved Hólar, Island:

## Katolske biskopper
- 1106 – 1121: Jón Ögmundsson
- 1122 – 1145: Ketill Þorsteinsson
- 1147 – 1162: Bjørn Gilsson
- 1163 – 1201: Brandur Sæmundsson
- 1203 – 1237: Gudmund Arason – Guðmundur góði Arason
- 1238 – 1247: Bótólfur
- 1247 – 1260: Heinrekur Kársson
- 1263 – 1264: Brandur Jónsson
- 1267 – 1313: Jörundur Þorsteinsson
- 1313 – 1322: Auðunn rauði
- 1324 – 1331: Lárentíus Kálfsson
- 1332 – 1341: Egill Eyjólfsson
- 1342 – 1356: Ormur Ásláksson
- 1358 – 1390: Jón skalli Eiríksson
- 1391 – 1411: Pétur Nikulásson
- 1411 – 1423: Jón Henriksson
- 1425 – 1435: Jón Vilhjálmsson
- 1435 – 1440: Jón Bloxwich
- 1441 – 1441: Róbert Wodbor
- 1442 – 1457: Gottskálk Keneksson
- 1458 – 1495: Ólafur Rögnvaldsson
- 1496 – 1520: Gottskálk grimmi Nikulásson
- 1524 – 1550: Jón Arason

## Protestantiske biskopper
- 1552 – 1569: Ólafur Hjaltason
- 1571 – 1627: Guðbrandur Þorláksson
- 1628 – 1656: Þorlákur Skúlason
- 1657 – 1684: Gísli Þorláksson
- 1684 – 1690: Jón Vigfússon
- 1692 – 1696: Einar Þorsteinsson
- 1697 – 1710: Björn Þorleifsson
- 1711 – 1739: Steinn Jónsson
- 1741 – 1745: Ludvig Harboe
- 1746 – 1752: Halldór Brynjólfsson
- 1755 – 1779: Gísli Magnússon
- 1780 – 1781: Jón Teitsson
- 1784 – 1787: Árni Þórarinsson
- 1789 – 1798: Sigurður Stefánsson

### Titulærbiskopper
- 28. juni 1929 – 25. juli 1929: Martino Meulenberg S.M.M.
- 23. februar 1942 – 17. juni 1972: Johánnes Gunnarsson S.M.M.
- 29. august 1975 – 23. marts 1979: Gerhard Schwenzer SS.CC.
- 30. juni 1979 – 8. februar 1983: James Anthony Griffin
- 25. marts 1983 – 30. august 1990: Lawrence Joyce Kenney
- 22. december 1990 – 24. september 1996: Francisco Javier Errázuriz Ossa
- 6. november 1998 – 29. august 2003: Mathew Moolakkattu O.S.B.
- 7. oktober 2003 – 21. oktober 2003: Stanislas Kazimierz Nagy S.C.J.
- 24. februar 2004 – : Stanislaw Budzik